# Argentin futsalválogatott
Az argentin futsalválogatott Argentína nemzeti csapata, amelyet az Argentin labdarúgó-szövetség (spanyolul: Asociación del Fútbol Argentino) irányít.
Kétszeres Copa América győztes és egyszeres világbajnok (2016).

## Története
Futsal-világbajnokságon először 1989-ben szerepelt. Legjobb eredményük a 2016-os világbajnokság megnyerése. A döntőben 5–4 arányban legyőzték Oroszországot, ezzel az argentin lett a harmadik válogatott Brazília és Spanyolország mellett, mely világbajnoki címet szerzett.
A Copa Américát két alkalommal nyerték meg: 2003-ban és 2015-ben.

## Eredmények

### Futsal-világbajnokság
| Év       | Eredmény        | Hely | M  | Gy | D | V  | Rg  | Kg  | Gk  |
| -------- | --------------- | ---- | -- | -- | - | -- | --- | --- | --- |
| 1989     | Második forduló | 8.   | 6  | 2  | 0 | 4  | 13  | 18  | -5  |
| 1992     | Második forduló | 6.   | 6  | 3  | 0 | 3  | 16  | 20  | -4  |
| 1996     | Első forduló    | 9.   | 3  | 1  | 1 | 1  | 7   | 9   | -2  |
| 2000     | Második forduló | 7.   | 6  | 3  | 0 | 3  | 16  | 19  | -3  |
| 2004     | 4. hely         | 4.   | 8  | 4  | 1 | 3  | 21  | 18  | +3  |
| 2008     | Második forduló | 6.   | 7  | 3  | 3 | 1  | 19  | 12  | +7  |
| 2012     | Negyeddöntő     | 5.   | 5  | 3  | 0 | 2  | 18  | 9   | +9  |
| 2016     | Világbajnok     | 1.   | 7  | 6  | 1 | 0  | 26  | 11  | +15 |
| Összesen | 8/8             | 1    | 48 | 25 | 6 | 17 | 136 | 116 | +20 |

### Copa América
- 1992 –  2. helyezett
- 1995 –  2. helyezett
- 1996 –  3. helyezett
- 1997 –  2. helyezett
- 1998 – 4. helyezett
- 1999 –  3. helyezett
- 2000 –  2. helyezett
- 2003 –  Győztes
- 2008 –  3. helyezett
- 2011 –  2. helyezett
- 2015 –  Győztes
- 2017 –  2. helyezett

## Külső hivatkozások
- Az Argentin labdarúgó-szövetség hivatalos honlapja (spanyol nyelven). afa.org.ar
- Futsal World Ranking (angol nyelven). futsalworldranking.be
- FIFA Futsal World Cup Overview (angol nyelven). rsssf.com
- American Futsal Championships Overview (angol nyelven). rsssf.com